# نور تروندلاغ
نور ترونديلاغ (بالنرويجية: Nord-Trøndelag)، هي المقاطعة التي تشكِّل الجزء الشمالي من منطقة تروندلاغ في النرويج. في عام 2014 بلغ عدد سكان المقاطعة 135,142 نسمة،  مما يجعلها من المقاطعات القليلة السكان. أكبر بلديات المقاطعة هي ستاينشار وستيوردال وليفانغر ونامسوس وفاردال.
يتركز الاقتصاد بشكل أساسي على الخَدَمات، بالرغم من وجود صناعات هامة في الزراعة والثروة السمكية والطاقة الكهرومائية والغابات. لدى مقاطعة نور ترونديلاغ أدنى ناتج محلي إجمالي للفرد على مستوى النرويج.

## مراجع

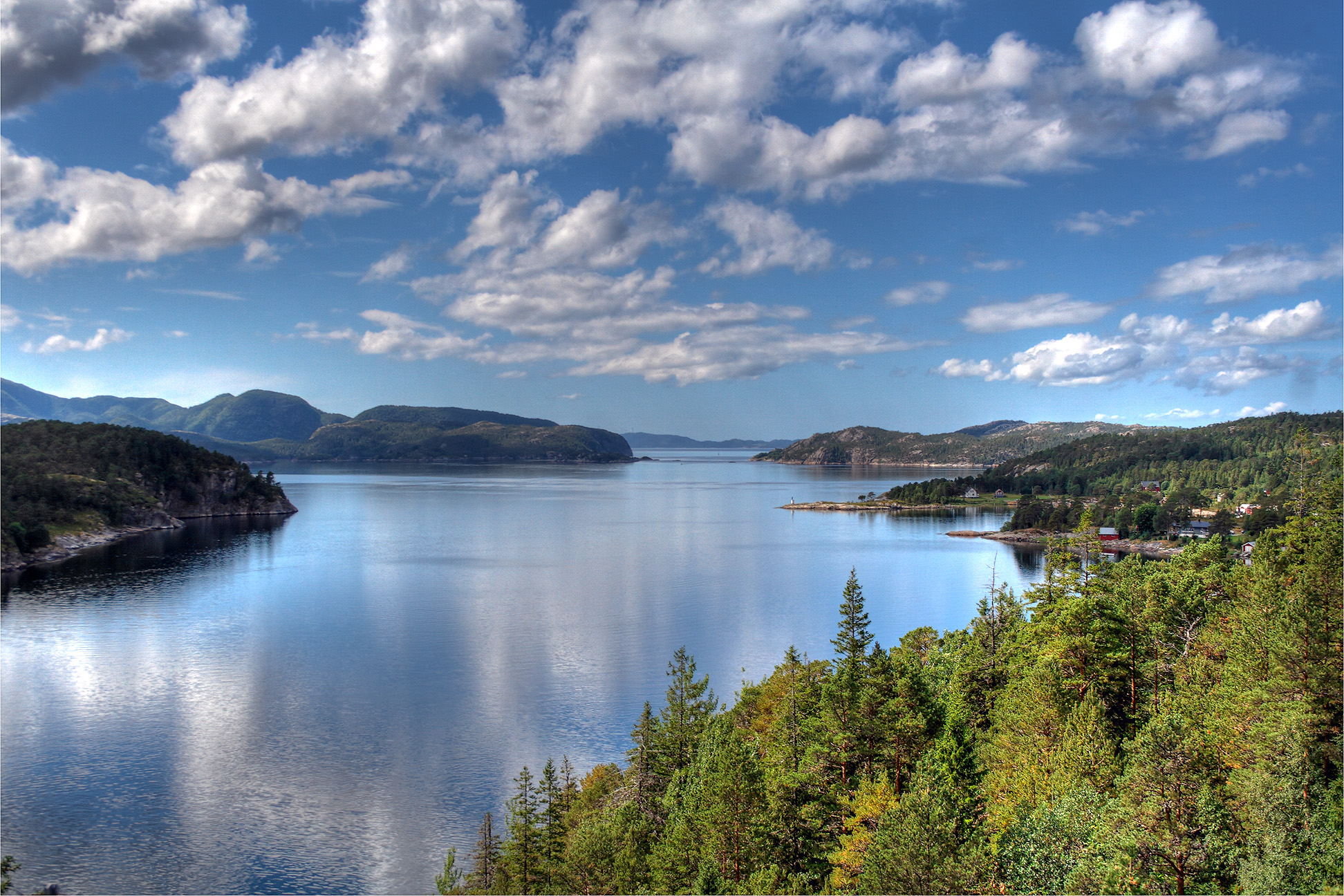

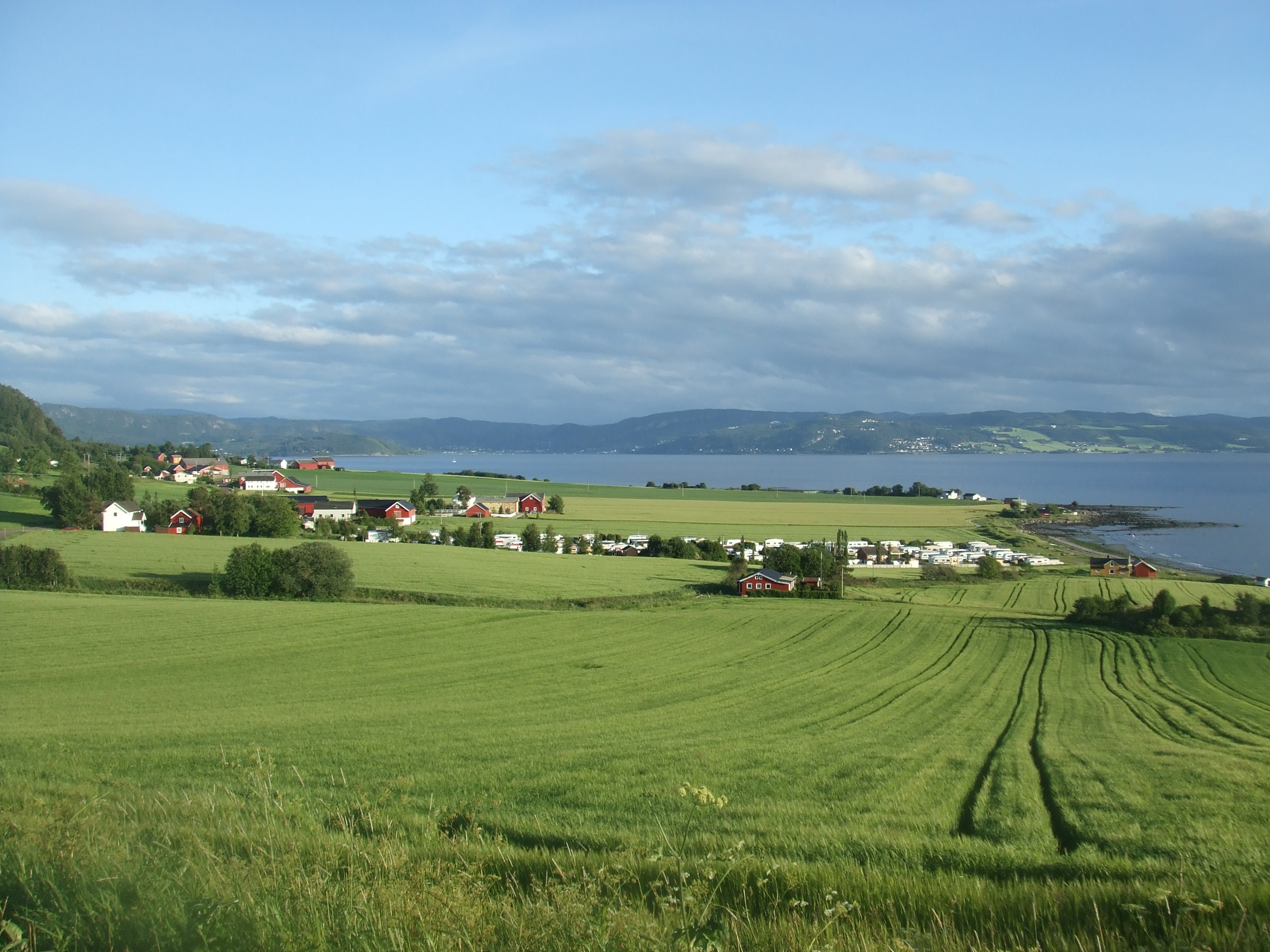

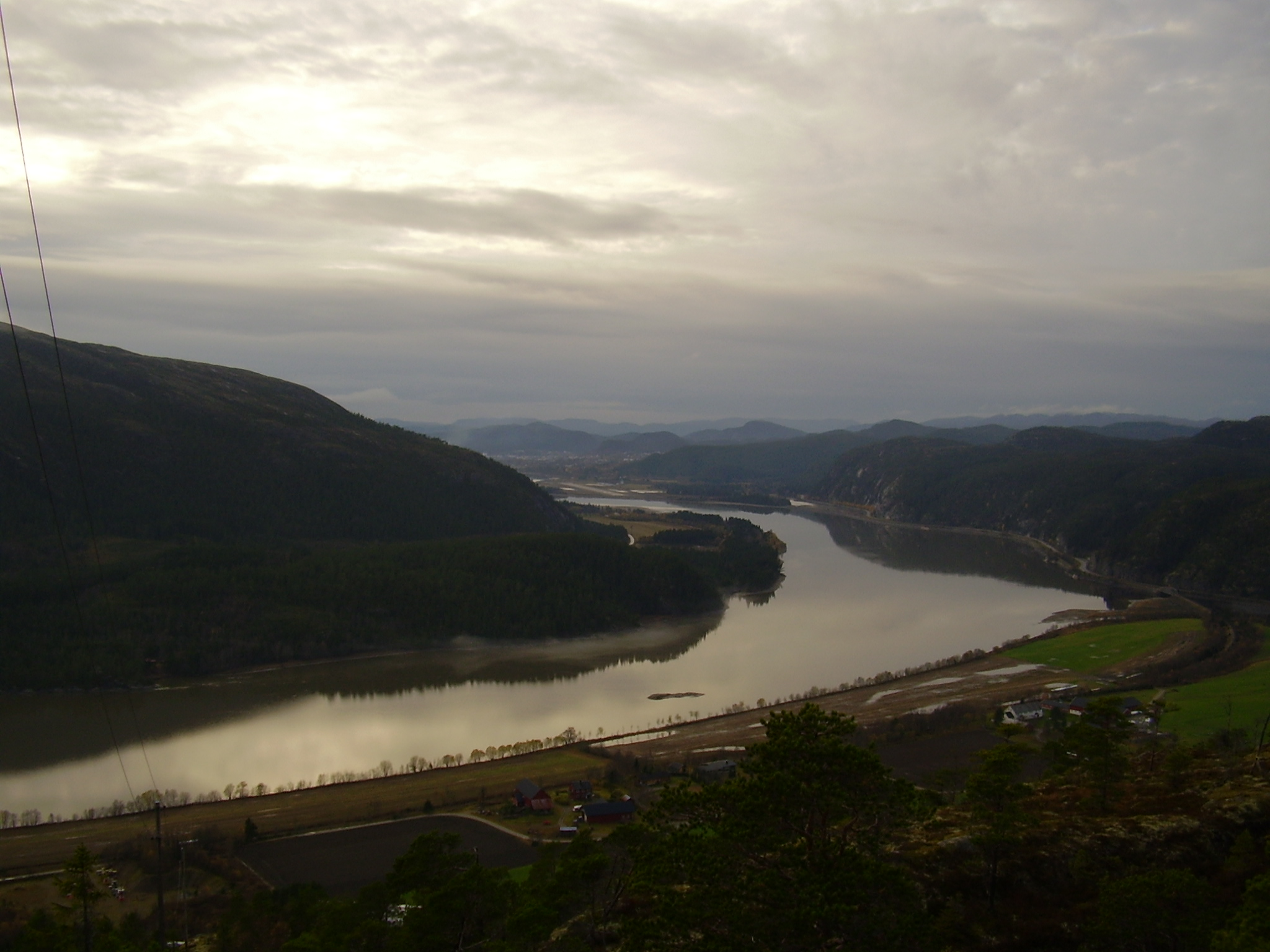